# Orden der Marie Eleonore
Der Orden der Marie Eleonore war ein schwedischer Damenorden.

## Geschichte
Gestiftet wurde er 1632 Maria Eleonora von Brandenburg, der Witwe des schwedischen Königs Gustav II. Adolf, zu Erinnerung ihres in der Schlacht bei Lützen gefallenen Ehemanns. Es wurden nur Prinzessinnen aufgenommen. Nach dem Tod der Stifterin 1655 wurde der Orden nicht mehr verliehen.

## Ordensdekoration
Die Ordensdekoration war ein gekröntes goldenes Herz und zeigte das Grab des Verstorbenen. Die Ordensdevise lautete lateinisch Post mortem triumpho et morte vici, multis despectus magna feci ‚Nach dem Tod triumphiere ich und durch den Tod habe ich gesiegt, obgleich von vielen verachtet, habe ich Großes ausgerichtet‘.